# HighPoint.com 400
Das Good Sam RV Insurance 500 ist das zweite von zwei Rennen im NASCAR Sprint Cup auf dem Pocono Raceway in Long Pond, Pennsylvania.
Zwischen 1997 und 2007 war es zusammen mit dem anderen Rennen, dem Pocono 500, die beiden einzigen Rennen im Kalender des Sprint Cups, die keinen Hauptsponsor besaßen. Die Entscheidung, auf einen Sponsor zu verzichten, traf das Management der Rennstrecke nach Rückmeldungen von den Fans. Zur Saison 2008 entschieden sich Sunoco, der offizielle Benzinlieferant der NASCAR, und das American Red Cross der Region Philadelphia das Rennen sowie Wohltätigkeitsveranstaltungen in der Region zu sponsern.
In der Saison 2007 wechselte das Rennen seinen traditionellen Termin im Juli mit dem Brickyard 400 im August.

## Sieger
- 2011 Brad Keselowski
- 2010 Greg Biffle
- 2009 Denny Hamlin
- 2008 Carl Edwards
- 2007 Kurt Busch
- 2006 Denny Hamlin
- 2005 Kurt Busch
- 2004 Jimmie Johnson
- 2003 Ryan Newman
- 2002 Bill Elliott
- 2001 Bobby Labonte
- 2000 Rusty Wallace
- 1999 Bobby Labonte
- 1998 Jeff Gordon
- 1997 Dale Jarrett
- 1996 Rusty Wallace
- 1995 Dale Jarrett
- 1994 Geoffrey Bodine
- 1993 Dale Earnhardt
- 1992 Mark Martin
- 1991 Rusty Wallace
- 1990 Geoffrey Bodine
- 1989 Bill Elliott
- 1988 Bill Elliott
- 1987 Dale Earnhardt
- 1986 Tim Richmond
- 1985 Bill Elliott
- 1984 Harry Gant
- 1983 Tim Richmond
- 1982 Bobby Allison
- 1981 Darrell Waltrip
- 1980 Neil Bonnett
- 1979 Cale Yarborough
- 1978 Darrell Waltrip
- 1977 Benny Parsons
- 1976 Richard Petty
- 1975 David Pearson
- 1974 Richard Petty